# Бервик (Пенсилванија)
Вервик (енгл. Berwick) град је у америчкој савезној држави Пенсилванија.

## Демографија
По попису из 2010. године број становника је 10.477, што је 297 (-2,8%) становника мање него 2000. године.
| Група             | 2000.          | 2010.         |
| Белци             | 10.379 (96,3%) | 9.702 (92,6%) |
| Афроамериканци    | 95 (0,9%)      | 156 (1,5%)    |
| Азијати           | 46 (0,4%)      | 86 (0,8%)     |
| Хиспаноамериканци | 175 (1,6%)     | 386 (3,7%)    |
| Укупно            | 10.774         | 10.477        |